# NGC 7280
NGC 7280 ist eine linsenförmige Galaxie vom Hubble-Typ SB0/a im Sternbild Pegasus am Nordsternhimmel. Sie ist schätzungsweise 91 Millionen Lichtjahre von der Milchstraße entfernt und hat einen Durchmesser von etwa 55.000 Lj.

Im selben Himmelsareal befinden sich u. a. die Galaxien NGC 7272 und NGC 7291.
Das Objekt wurde am 15. Oktober 1784 von dem Astronomen William Herschel mit seinem 18,7-Zoll-Spiegelteleskop entdeckt und später von Johan Dreyer in seinen New General Catalogue aufgenommen.